# Wilberforce Mfum
Wilberforce Mfum   (Hwidiem, 28 d'agost de 1936 - 11 de maig de 2025) fou un futbolista ghanès de la dècada de 1960.
Fou internacional amb la selecció de futbol de Ghana.
Pel que fa a clubs, destacà a Asante Kotoko, Baltimore Bays de la National Professional Soccer League i Ukrainian SC de la German American Soccer League. El 1970, fitxà per Ukrainian Nationals de l'American Soccer League. El 1971, jugà per New York Cosmos de la North American Soccer League.